# Joe Campbell
Joseph Campbell (Wilmington, 8 maggio 1955 – Eustis, 9 luglio 2023) è stato un giocatore di football americano statunitense che ha militato nel ruolo di defensive end nella National Football League (NFL).

## Carriera
Al college Campbell giocò a football a Maryland. Fu scelto come settimo assoluto nel Draft NFL 1977 dai New Orleans Saints. Vi giocò fino alla prima parte della stagione 1980, dopo di che passò agli Oakland Raiders, con cui vinse il Super Bowl XV. Chiuse la carriera disputando la seconda parte della stagione 1981 con i Tampa Bay Buccaneers.

## Palmarès
- Super Bowl : 1

Oakland Raiders: XV
- American Football Conference Championship: 1

Oakland Raiders: 1980